# Bertula amurensis
Bertula amurensis är en fjärilsart som beskrevs av Otto Staudinger 1888. Bertula amurensis ingår i släktet Bertula och familjen nattflyn. Inga underarter finns listade i Catalogue of Life.